# Diglielo al tuo Dio/Nuovo maggio
Diglielo al tuo Dio/Nuovo maggio è un singolo della cantante italiana Maria Carta, pubblicato nel marzo 1975.

## Descrizione
Il brano della facciata A è una versione cantata, con testo di Franco Migliacci del Tema di Mosè, tratto dalla colonna sonora composta da Ennio Morricone per lo sceneggiato televisivo Mosè diretto da Gianfranco De Bosio. Il brano non appartiene però alla colonna sonora della miniserie televisiva, ma è stato pubblicato successivamente sulla scia del successo dello stesso.
Il lato B Nuovo maggio contiene invece una canzone di protesta scritta da Maria Carta ed eseguita come un gosos. Questo brano sarà poi inserito nell'album del 1976 Vi canto una storia assai vera.

## Tracce
1. Diglielo al tuo Dio – 4:53 (testo: Franco Migliacci – musica: Ennio Morricone)
2. Nuovo maggio – 2:42 (Maria Carta)

Durata totale: 7:35